# Charles Barraud
Pour les articles homonymes, voir Barraud.
Charles Barraud, né le 19 avril 1897 à La Chaux-de-Fonds et mort le 29 janvier 1997 à Yverdon, est un peintre neuchâtelois. Il est l'aîné des quatre frères et peintres Barraud.

## Biographie
En parallèle avec son apprentissage de graveur entre 1910 et 1914, il suit les cours du soir de l'école d'art de La Chaux-de-Fonds. Lorsque son père tombe malade en 1918, il travaille avec ses frères sur les chantiers communaux chaux-de-fonniers puis, la même année effectue un séjour à Genève avec Albert Locca. Il obtient une bourse fédérale des beaux arts en 1921, ouvre un atelier d'encadreur et se marie en 1926 avec Jeanne Pellet (dite Janebé). Leur fille Marie-Louise (dite Malou) nait en 1930.
Après un séjour en 1935 en Tunisie, il obtient une deuxième bourse fédérale en 1936 et, l'année suivante, effectue un séjour en Algérie. À partir de 1940 où il déménage à Areuse, il connait plusieurs années prolifiques avant de déménager à nouveau en 1946 Cortaillod.
En 1951, il se remarie avec Paulette Kühni. La même année, il participe à l'exposition des quatre frères Barraud à Paris (qu'il reprendra en 1961 au Musée des beaux-arts de La Chaux-de-Fonds) et achète une maison à Blauzac. Après plusieurs expositions dont une rétrospective au Musée des beaux-arts de La Chaux-de-Fonds en 1958, il fait encore un voyage en Algérie en 1973 et un autre en Tunisie en 1989. Ses dernières peintures datent de 1995, il meurt en 1997 à l'hôpital d'Yverdon.

## Œuvre
Charles Barraud s'éloigne rapidement du style de ses trois frères, caractérisés par une forme cernée et graphique. Il se tourne vers les recherches post-impressionnistes, notamment celles de Pierre Bonnard. Ses œuvres sont ainsi très lumineuses, avec une atmosphère vaporeuse.